# Сельское поселение «Деревня Субботники»
Се́льское поселе́ние «Деревня Субботники» — муниципальное образование в Сухиничском районе Калужской области Российской Федерации.
Административный центр — деревня Субботники.

## История
Статус и границы сельского поселения установлены Законом Калужской области от 1 ноября 2004 года № 369-ОЗ «Об установлении границ муниципальных образований, расположенных на территории административно-территориальных единиц „Думиничский район“, „Кировский район“, „Медынский район“, „Перемышльский район“, „Сухиничский район“, „Тарусский район“, „Юхновский район“, и наделении их статусом городского поселения, сельского поселения, муниципального района».

## Население
| 2010 | 2012 | 2013 | 2014 | 2015 | 2016 | 2017 |
| ---- | ---- | ---- | ---- | ---- | ---- | ---- |
| 281  | ↘270 | ↘258 | ↘250 | ↗256 | ↘253 | ↗255 |
| 2018 | 2019 | 2020 | 2021 |      |      |      |
| ↘246 | ↘239 | ↘233 | ↘221 |      |      |      |

## Состав сельского поселения
| № | Населённый пункт | Тип населённого пункта          | Население |
| - | ---------------- | ------------------------------- | --------- |
| 1 | Верхние Ополенки | деревня                         | ↘5        |
| 2 | Висково          | деревня                         | ↘1        |
| 3 | Коньшино         | деревня                         | ↘9        |
| 4 | Плоты            | деревня                         | ↘2        |
| 5 | Субботники       | деревня, административный центр | ↗264      |